# Liste der Orte im Kreis Vaslui

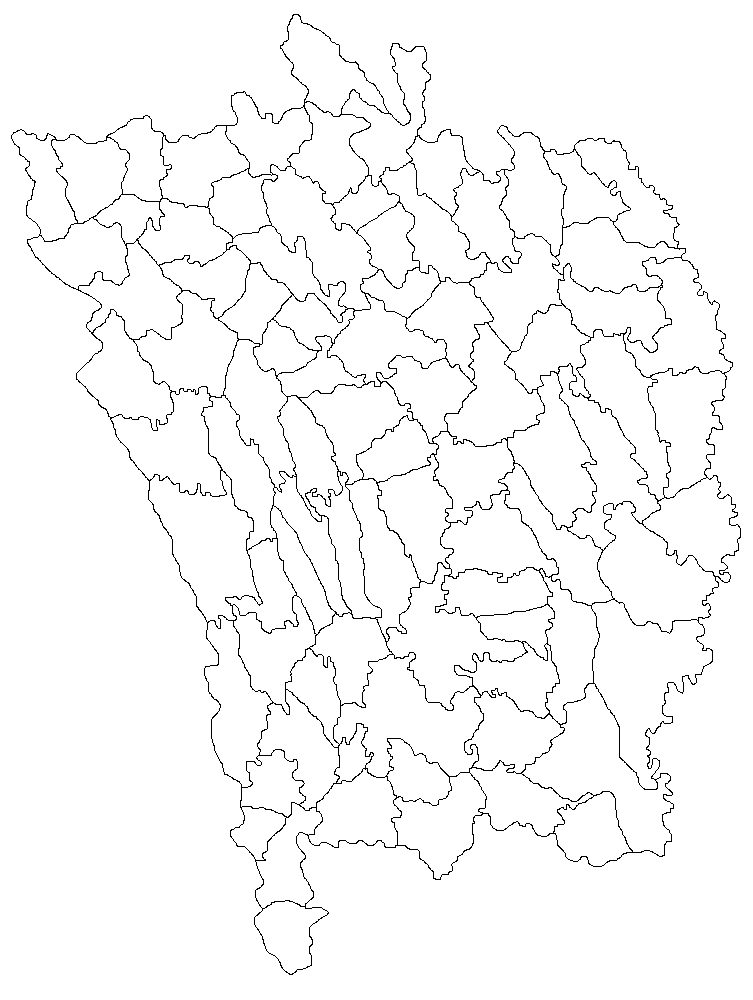
Gemeinden des Kreises Vaslui

Der Kreis Vaslui in Rumänien besteht aus offiziell 465 Ortschaften. Davon haben 5 den Status einer Stadt, 81 den einer Gemeinde. Die übrigen sind administrativ den Städten und Gemeinden zugeordnet.

## Städte
| - Bârlad - Huși | - Murgeni - Negrești | - Vaslui |

## Gemeinden
| - Albești - Alexandru Vlahuță - Arsura - Băcani - Băcești - Bălteni - Banca - Berezeni - Blăgești - Bogdana - Bogdănești - Bogdănița - Boțești - Bunești-Averești (Gemeindesitz: Averești) - Ciocani - Codăești - Coroiești - Costești - Cozmești - Crețești - Dănești - Deleni - Delești - Dimitrie Cantemir (Gemeindesitz: Hurdugi) - Dodești - Dragomirești - Drânceni | - Duda-Epureni (Gemeindesitz: Epureni) - Dumești - Epureni - Fălciu - Ferești - Fruntișeni - Găgești - Gârceni - Gherghești - Grivița - Hoceni - Iana - Ibănești - Ivănești - Ivești - Laza - Lipovăț - Lunca Banului - Mălușteni - Miclești - Muntenii de Jos - Muntenii de Sus - Oltenești - Oșești - Pădureni - Perieni - Pochidia | - Pogana - Pogonești - Poienești - Puiești - Pușcași - Pungești - Rafaila - Rebricea - Roșiești - Solești - Stănilești - Ștefan cel Mare - Șuletea - Tăcuta - Tanacu - Tătărăni - Todirești - Tutova - Văleni - Vetrișoaia - Viișoara - Vinderei - Voinești - Vulturești - Vutcani - Zăpodeni - Zorleni |

## 1
| - 1 Decembrie |

## A
| - Albești (Delești) - Albina - Albița | - Armășeni (Băcești) - Armășeni (Bunești-Averești) - Armășoaia | - Arșița - Averești - Avrămești |

## B
| - Băbușa - Băbuța - Băcăoani - Bădeana - Bahnari - Băile Drânceni - Bălești - Băltățeni - Bălțați - Bălteni-Deal - Băncești - Barboși - Bârlălești - Bărtăluș-Mocani - Bărtăluș-Răzeși - Bârzești - Bejenești | - Belcești - Belzeni - Benești - Bereasa - Bleșca - Bobești - Bogdana-Voloseni - Bogdănești (Fălciu) - Bogești - Bolați - Borodești - Boțoaia - Botoi - Boușori - Bozia - Brădești | - Brăhășoaia - Brodoc - Broscoșești - Broșteni - Buda (Alexandru Vlahuță) - Buda (Bogdănești) - Buda (Oșești) - Budești - Budu Cantemir - Buhăiești - Bulboaca - Bumbăta - Bunești - Bursuci - Buscata - Butucăria |

## C
| - Călimănești - Călugăreni - Cănțălărești - Căpotești - Căpușneni - Cârja - Cârjoani - Cârțibași - Căzănești - Cepești - Cetățuia - Chersăcosu - Chetrești - Chetrosu - Chilieni - Chircești | - Chițcani - Chițoc - Cioatele - Ciofeni - Ciortolom - Ciuperca - Codreni - Condrea - Copăceana - Corbu - Corni-Albești - Corobănești - Corodești - Coroiești (Bogdănița) - Coroieștii de Sus - Coroiu | - Coșca - Coșești - Cotic - Crăciunești - Crâng - Crângu Nou - Crasna - Crăsnășeni - Crețeștii de Sus - Cristești - Crivești - Cujba - Cursești-Deal - Cursești-Vale - Curteni |

## D
| - Davidești - Dealu Mare - Dealu Secării - Delea - Deleni (Hoceni) - Dinga (Vaslui) - Doagele | - Dobroslovești - Docăneasa - Docani - Drăgești - Dragomănești - Draxeni | - Drăxeni - Drujești - Duda - Dumasca - Dumbrăveni - Dumeștii Vechi |

## E
| - Emil Racoviță | - Epureni (Duda-Epureni) |

## F
| - Fântâna Blănarului - Fântânele - Fâstâci - Fedești - Floreni - Florești | - Focșa - Focșeasca - Frasinu - Fulgu - Fundătura (Arsura) | - Fundătura (Delești) - Fundătura Mare - Fundătura Mică - Fundu Văii (Lipovăț) - Fundu Văii (Poienești) |

## G
| - Gâlțești - Gănești - Gara Banca - Gara Docăneasa - Gara Roșiești - Gara Tălășman - Gârdești - Găvanu | - Ghergheleu - Ghermănești (Banca) - Ghermănești (Drânceni) - Ghicani - Ghireasca - Giurcani - Giurgești - Glodeni | - Grăjdeni - Grumezoaia - Gugești - Gura Albești - Gura Idrici - Gura Văii - Gușiței |

## H
| - Hălărești - Halta Dodești - Hârsova - Hârșoveni | - Hordila - Hordilești - Horga - Horoiata | - Hreasca - Huc - Hupca - Hurdugi |

## I
| - Iaz - Idrici | - Iezer - Iezerel | - Igești - Ivănești (Pădureni) |

## J
| - Jigălia |

## L
| - Lacu Babei - Lălești - Lățești | - Lazu - Leoști (Pădureni) - Leoști (Tătărăni) | - Lunca - Lunca Veche - Lupești |

## M
| - Măcrești (Rebricea) - Măcrești (Zăpodeni) - Mălăiești - Mânăstirea (Delești) - Mânăstirea (Mălușteni) - Mânjești - Manțu - Mânzătești | - Mânzați - Mărășeni - Mărășești - Măscurei - Miclești (Banca) - Mihail Kogălniceanu - Mircești - Mireni | - Mitoc - Moara Domnească - Moara Grecilor - Morăreni - Moreni - Movileni - Muntenești - Mușata |

## O
| - Obârșeni (Vinderei) - Obârșeni (Voinești) - Obârșenii Lingurari | - Odaia Bogdana - Odaia Bursucani - Oprișița | - Orgoiești - Oțeleni - Oțetoaia |

## P
| - Păcurărești - Pădureni (Oșești) - Pâhna - Pâhnești - Păltiniș - Parpanița - Pârvești - Peicani - Plopeni - Plopi - Plopoasa | - Plotonești - Podeni - Podu Oprii - Podu Pietriș - Pogănești - Poiana lui Alexa - Poiana Pietrei - Poiana - Poienești-Deal - Polocin | - Popeni (Găgești) - Popeni (Zorleni) - Popești (Dragomirești) - Popești (Miclești) - Portari - Poșta Elan - Pribești - Protopopești - Puntișeni - Puțu Olarului |

## R
| - Racova - Racovița - Rădăești - Rădeni - Rădești - Răducani - Răduiești - Raiu - Rânceni | - Rânzești - Rapșa - Rășcani (Dănești) - Rășcani (Șuletea) - Râșești - Râșnița - Rateșu Cuzei - Recea - Rediu (Hoceni) | - Rediu (Roșiești) - Rediu - Rediu Galian - Roșiori - Rotari - Rugăria - Rusca - Ruși |

## S
| - Sălceni - Sălcioara - Sărățeni - Săratu - Sârbi - Sasova - Satu Nou (Banca) - Satu Nou (Berezeni) - Satu Nou (Crețești) - Satu Nou (Muntenii de Sus) - Satu Nou (Pochidia) - Satu Nou (Solești) - Sauca - Schineni | - Schinetea - Schitu - Secuia - Semenea - Șerbotești - Siliștea (Iana) - Siliștea (Pungești) - Siliștea (Todirești) - Simila - Similișoara - Sipeni - Șișcani - Slobozia | - Soci - Sofieni - Sofronești - Șopârleni - Stâncășeni - Stejaru - Știoborăni - Stoișești - Strâmtura-Mitoc - Stroiești - Stuhuleț - Suceveni - Suseni |

## T
| - Tăbălăiești - Tălpigeni - Târzii - Tătărăni (Dănești) - Tatomirești - Teișoru - Telejna | - Țibăneștii Buhlii - Țifu - Todireni - Tomești - Tomșa - Toporăști - Trestiana | - Trohan - Tufeștii de Jos - Tulești - Tunsești - Tupilați - Țuțcani |

## U
| - Ulea - Uncești - Unțești | - Urdești - Uricari | - Urlați - Ursoaia |

## V
| - Vadurile - Vâlcele - Valea Grecului - Valea lui Bosie - Valea lui Darie - Valea Lungă - Valea Lupului - Valea Mare (Dumești) - Valea Mare (Ivănești) - Valea Mare (Negrești) | - Valea Oanei - Valea Popii - Valea Seacă - Valea Siliștei - Valea Târgului - Văleni (Pădureni) - Văleni (Viișoara) - Verdeș - Viișoara (Todirești) - Viișoara (Stadt Vaslui) | - Viltotești - Vinețești - Vișinari - Vizureni - Vlădești - Vladia - Voinești (Vulturești) - Vovriești - Vulpășeni |

## Z
| - Zgura | - Zizinca |